# Tulerpeton curtum
Il tulerpeton (Tulerpeton curtum) è un vertebrato estinto simile a un anfibio, vissuto nel Devoniano superiore (circa 360 milioni di anni fa). I suoi resti sono stati ritrovati nella regione di Tula in Russia.

## Alla conquista delle terre emerse?
Questo animale, lungo circa un metro, è considerato uno dei tetrapodi (vertebrati dotati di quattro zampe) più antichi e primitivi, anche se la struttura delle sue zampe lo pone su un livello più alto della scala evolutiva rispetto ai “tetrapodi acquatici” come Acanthostega e Ichthyostega.  Le zampe e i cinti scapolare e pelvico erano piuttosto robusti, ma nonostante la struttura rinforzata le zampe erano sprovviste di veri e propri polsi e caviglie. Inoltre, le zampe sembrerebbero strutturate in modo tale da spostarsi con forza attraverso l'acqua piuttosto che sulla terra. I resti fossili del tulerpeton includono un cranio frammentario, zampe anteriori e posteriori e un cinto scapolare quasi completo.

## Antenato dei rettili?
Alcuni scienziati ipotizzano che il tulerpeton possa essere il più antico e primitivo tra tutti i rettiliomorfi finora rinvenuti; si suppone quindi che i rettili possano essersi originati non dagli anfibi veri e propri, ma da animali più primitivi dotati però già di specializzazioni negli arti.